# Marcos Ruiz Velasco
Marcos Ruiz Velasco (Molins de Rey, 13 de octubre de 1996) es un deportista español que compite en halterofilia.
Ganó una medalla de bronce en el Campeonato Mundial de Halterofilia de 2024 y dos medallas en el Campeonato Europeo de Halterofilia, en los años 2022 y 2025, en la categoría de 102 kg.
Participó en los Juegos Olímpicos de Tokio 2020, ocupando el octavo lugar en la categoría de +109 kg.

## Palmarés internacional
| Campeonato Mundial | Campeonato Mundial  | Campeonato Mundial | Campeonato Mundial |
| Año                | Lugar               | Medalla            | Categoría          |
| ------------------ | ------------------- | ------------------ | ------------------ |
| 2024               | Manama (Baréin)     | Medalla de bronce  | 102 kg             |
| Campeonato Europeo |                     |                    |                    |
| Año                | Lugar               | Medalla            | Categoría          |
| 2022               | Tirana (Albania)    | Medalla de bronce  | 102 kg             |
| 2025               | Chisináu (Moldavia) | Medalla de plata   | 102 kg             |